# Campionato italiano indoor maschile di pallanuoto 1957
Il campionato italiano indoor 1957 è stata la 3ª edizione del campionato italiano indoor maschile di pallanuoto. Il torneo fu disputato da otto squadre, raggruppate inizialmente in due gironi. Le prime due classificate di ogni girone si affrontarono in un girone finale disputato a Roma il 25 e il 26 maggio 1957.

## Finali

### Classifica
|  |    | Finali 1957       | Pt | G | V | N | P | GF | GS | DR  |
|  | -- | ----------------- | -- | - | - | - | - | -- | -- | --- |
|  | 1. | Canottieri Napoli | 5  | 3 | 2 | 1 | 0 | 14 | 6  | +8  |
|  | 2. | Lazio             | 5  | 3 | 2 | 1 | 0 | 15 | 7  | +8  |
|  | 3. | Napoli            | 2  | 3 | 1 | 0 | 2 | 13 | 10 | +3  |
|  | 4. | Nervi             | 0  | 3 | 0 | 0 | 3 | 3  | 22 | -19 |

## Verdetti
- Canottieri Napoli Campione indoor d'Italia 1957